# Giorgio Lana
Giorgio Lana (Roma, 1824 – Roma, 17 luglio 1878) è stato un militare e architetto italiano ma, di fatto, cittadino pontificio. Nato in una famiglia di origine ferrarese, fu un ufficiale dell'Esercito e servì nel Genio per tutta la sua carriera militare, fino a raggiungere il grado di Colonnello. Fedele a Pio IX, non aderì alla Repubblica romana del 1849, rifiutò tutte le proposte di arruolamento di altri Eserciti e combatté contro la dissoluzione del potere temporale della Chiesa, fino alla sconfitta rappresentata dalla Presa di Roma del 1870.

## Biografia
Nato a Roma nel 1824 da una famiglia di origine ferrarese, Giorgio Lana seguì l'esempio del padre Vincenzo, militare di carriera, ma riuscì a mantenere il suo interesse per le Arti e le Scienze, arrivando a conseguire una laurea dottorale in Filosofia e Tecnica, seguita dal conseguimento della matricola di Architetto ed Ingegnere presso la Scuola di architettura classica di Roma.
Fu ammesso a 19 anni (nel 1843) nel Corpo del Genio dell'Esercito pontificio. Due anni dopo (nel 1845), grazie alle competenze acquisite ed alla sua passione per l'Architettura, riuscì a presentare al Governo un progetto di caserma che ricevette premi ed onorificenze e gli valse la nomina a Tenente di 1ª Classe.
Nel 1848, nel fermento generale per un risorgimento antiaustriaco, anche lo Stato Pontificio aderì all'iniziativa del regno di Sardegna allestendo un Corpo armato, formato da circa 12.000 soldati regolari e circa 4.000 volontari e comandato dal Generale Giovanni Durando cui Giorgio Lana, nella fase iniziale, partecipò direttamente. Ma, 29 aprile di quell'anno, ubbidendo al richiamo papale, aderì alla nuova linea di comportamento e si sganciò dalle operazioni militari di Durando.
In quei giorni, in licenza, raggiunse la famiglia d'origine a Ferrara, e lì tutti cercarono di convincerlo ad abbandonare lo Stato pontificio e passare ai Piemontesi (come molti altri soldati ed Ufficiali, Giovanni Durando compreso, stavano facendo) ma lui rifiutò e rientrò a Roma nel corpo del Genio dell'Esercito regolare.
Alla proclamazione della Repubblica romana (9 febbraio 1849), a tutti i militari in servizio fu richiesto un giuramento di fedeltà che Giorgio Lana, coerente nella sua fedeltà al Pontefice, rifiutò di fare. Per questo fu destituito dai suoi incarichi e condannato a morte per tradimento.
Mezza Europa dichiarò guerra alla Repubblica: gli Austriaci invasero da Nord le Legazioni pontificie e la Toscana ed arrivarono ad occupare i territori pontifici fino all'Umbria; i Borboni di Napoli, che ospitavano il Papa, risalirono da Sud; i Francesi, presa Civitavecchia, marciarono su Roma. Nella situazione un po' confusa, Lana riuscì ad entrare in latitanza ed a restare nascosto fino alla caduta della Repubblica (3 luglio 1849) ed alla restaurazione del potere papale.
A settembre del 1849, quindi, rientrò nell'esercito col grado che aveva in precedenza (Tenente di 1ª classe) e riprese la sua carriera.
Negli anni seguenti ricoprì vari incarichi di comando, prima a Forlì, poi a Bologna e poi ad Ancona, dove rinforzò fortemente le difese e la Cittadella, in stretta cooperazione con il comandante locale dell'Artiglieria, il Maggiore Giulio Especo y Vera, e divenne Tenente di 2ª Classe (1851) e poi Capitano.
Nell'Agosto del 1860, quando l'Esercito sardopiemontese invase le Legazioni pontificie e si avviò verso il Regno delle Due Sicilie, Giorgio Lana si trovò schierato in prima linea, agli ordini di Christophe Louis Léon Juchault de Lamoricière e partecipò alla Battaglia di Castelfidardo, a conclusione della quale l'Esercito pontificio, duramente sconfitto, per una certa sproporzione fra i due schieramenti ma anche per un errore strategico fatale, si ritirò ad Ancona e lì fu assediato.
La difesa fu strenua e Lana vi partecipò con un certo impegno, subendo una ferita ad un piede ed ottenendo una promozione sul campo, perché il 21 settembre 1860, in piena battaglia, il Generale de La Moricière lo nominò Maggiore. Alla resa (28 settembre 1860), fu arrestato e portato a Torino, dove fu salvato dalla prigionia dall'intervento di un vecchio commilitone del padre Vincenzo (passato con i Piemontesi) e dalla sua fama di architetto militare. Richiesto di entrare nell'Esercito piemontese, Lana, tenace nella sua fedeltà a Pio IX, rifiutò categoricamente. Alla fine non fu incarcerato ma gli venne concesso di tornare a Roma.
A Roma gli fu confermato il grado di Maggiore e ricevette la nomina a Comandante del Genio pontificio.
Il Corpo del Genio pontificio ebbe, in quel periodo, una serie di vicissitudini, a causa di scelte organizzative del Ministero delle Armi, fino allo scioglimento nel 1862. Il Maggiore Lana fu quindi assegnato allo Stato Maggiore Generale.
Nel 1866 il Corpo del Genio viene ricostituito e Giorgio Lana, col grado di Tenente Colonnello ne venne di nuovo nominato Comandante, con il compito di rivedere e riprogettare tutte le fortificazioni dei territori rimasti allo Stato pontificio, Roma in primis.
Nell'arco di meno di due anni Lana riprogettò e realizzò varie grandi opere (tra cui la Darsena romana del Porto di Civitavecchia) e il Piano generale per la difesa di Roma (realizzato insieme al Direttore delle opere di Roma, Maggiore Francesco Oberholtzer).
Il Piano impressionò, in patria e all'estero, al punto che lo Stato maggiore prussiano ne chiese ufficialmente una copia per studiarne le caratteristiche e lo Stato francese, su proposta del Genio dell'Esercito francese, lo insignì con la Legion d'Onore.
Quello stesso anno Lana partecipò alla Battaglia di Mentana, contro il tentativo insurrezionale garibaldino. La partecipazione gli fruttò l'Ordine di San Gregorio Magno.
Tre anni dopo, nel 1870, Roma si trovò minacciata molto da vicino. Il Piano generale per la difesa fu rivisto ed adeguato e le opere riprogettate (e realizzate sempre con la partecipazione diretta del Maggiore Francesco Oberholtzer, suo stretto collaboratore), ma lo scontro finale con l'Esercito italiano (20 settembre 1870) fu piuttosto rapido e senza speranza. Lo Stato Maggiore generale (Gen. Hermann Kanzler, che era anche Ministro delle Armi) aveva ricevuto dal Papa Pio IX l'ordine di arrendersi immediatamente dopo l'apertura della prima breccia nel muro di cinta. Quando cominciò la battaglia, tutti gli Ufficiali superiori erano riuniti al Consiglio di Guerra, a Piazza Colonna. Verso le dieci del mattino, dopo cinque ore di bombardamento, arrivò -via telegrafo- la notizia dello sfondamento a Porta Pia. Il Colonnello Giorgio Lana fu inviato di gran carriera a verificare sul posto. La verifica confermò la breccia (come testimoniato da una lettera autografa riportata poco oltre) e l'ordine di resa fu diramato immediatamente. Poche ore dopo la città era completamente occupata. In serata fu firmata la resa.
Tre Ufficiali pontifici e tre Ufficiali Italiani furono nominati in una apposita Commissione, prevista dal trattato di pace, per eseguire la smobilitazione dell'Esercito pontificio e la conseguente consegna all'Esercito italiano di tutti i beni, mobili ed immobili afferenti a quella struttura. Tra questi c'era il progetto, di Lana, per una nuova caserma da costruire vicino al Colosseo.
Nel 1871, Giorgio Lana, che naturalmente non accettò di entrare nell'Esercito italiano, fu pensionato (a 47 anni, dopo 28 anni di servizio) e si trasferì ad Albano, sui Castelli romani.
Per motivi di salute, qualche tempo dopo, ritornò a Roma e lì, mantenendo costantemente una vita di cattolico molto osservante (partecipava quotidianamente alle funzioni religiose nella Chiesa di Santa Maria della Pace) e la sua passione per l'arte, riuscendo a collezionare una buona quantità di opere, il 17 luglio 1878 morì di febbre tifoidea, lasciando in eredità all'Accademia Romana di Belle Arti le sue collezioni d'arte ed un fondo per borse di studio.
Il fratello maggiore Agostino Lana (Roma, 1821 - 1901), Cancelliere Generale dei Chierici Regolari Ministri degli Infermi, con il quale Giorgio ebbe per tutta la vita rapporti molto stretti, scrisse quello stesso anno un libro in sua memoria: Il Commendatore Giorgio Lana..

### Sintesi cronologica della vita militare
- 1843 entrò, diciannovenne, nel Genio pontificio, forte della laurea in Architettura
- 1845 fu nominato tenente di 1ª classe, grazie ad un progetto innovativo per una caserma
- 1846 21 giugno Conclave che elesse Pio IX. Un mese dopo il nuovo Papa concesse l'amnistia per i reati politici.
- 1847 Il nuovo Papa continuò ad aprire progressivamente alle richieste liberali: Consulta di Stato, libertà agli Ebrei, libera circolazione dei giornali, la costituzione del Municipio di Roma ed altre iniziative dello stesso stile politico.
- 1847 luglio: gli Austriaci, preoccupatissimi delle aperture politiche pontificie, invasero le Legazioni pontificie. In particolare entrarono con molta violenza a Ferrara. Forti proteste di Pio IX. Lo scontro si protrasse per tutto l'anno, fino agli accordi di dicembre '47
- 1848 il Tenente Giorgio Lana partì con il Corpo di Spedizione pontificio, comandato dal Generare Giovanni Durando, per fare la guerra all'Impero Austro-Ungarico
- 1848 29 aprile, con l'Allocuzione Non semel, Pio IX cambiò radicalmente posizione e sconfessò tutte le operazioni militari contro l'Impero Austro-Ungarico, abbandonando al suo destino il Corpo di spedizione del Generale Durando. Giorgio Lana seguì l'indicazione papale e rientrò a Roma, sempre nei ranghi dell'Esercito pontificio. A Roma, però, dopo parecchi sommovimenti e tensioni, e dopo una prima apertura verso un governo costituzionale, si scatenarono gli eventi che portarono, l'anno dopo, alla Repubblica romana.
- 1849 Al momento dell'insediamento della Repubblica, fu richiesto all'Esercito di giurare fedeltà al nuovo Stato. Giorgio Lana, fedele a Pio IX, rifiutò di aderire e, a causa di una conseguente condanna a morte, diede inizio alla sua latitanza.
- 1849 a luglio l'Esercito francese entrò in Roma e ripristinò lo Stato Pontificio, avviando la restaurazione. Lana fu reintegrato dell'esercito e mantenne il suo grado di Tenente
- 1851 nominato Tenente di 2ª classe e di stanza a Forli, poi a Bologna e poi direttore[9] per i lavori di fortificazione di Ancona
- 1860 18 settembre, Battaglia di Castelfidardo: l'Esercito pontificio cercò invano di arrestare la discesa dell'Esercito sardopiemontese sui suoi territori. Dopo lo scontro, i resti dell'Armata si radunarono ad Ancona
- 1860, 21 settembre, ad Ancona, Lana fu nominato Maggiore sul campo dal generale de La Moricière. Negli stessi giorni, negli ultimi momenti della difesa, fu ferito ad un piede
- 1860, 28 settembre Ancona si arrese. De La Moricière fu portato a Genova e poi rilasciato. Giorgio Lana, ferito, fu preso prigioniero. Portato a Torino fu salvato dalla prigione dall'intervento di un vecchio commilitone del padre e dalla sua fama di architetto militare. Invitato ad entrare nell'Esercito piemontese, Lana rifiutò. Dato il grado e la fama non venne incarcerato ma gli venne concesso di tornare a Roma
- 1861 il Maggiore Giorgio Lana, ritornato a Roma, fu confermato nel grado avuto sul campo e nominato Comandante del Genio pontificio. Poi, per questioni organizzative, assegnato allo Stato Maggiore.
- 1866 il Corpo del Genio pontificio fu ricostituito e Giorgio Lana ne ridivenne Comandante col grado di Tenente Colonnello
- 1867 Giorgio Lana organizzò, progettò e realizzò alcune grandi opere tra cui il Piano generale per la difesa di Roma, così ben fatto da spingere lo Stato francese[10] ad insignirlo con la Legion d'Onore. Inoltre, la campagna contro i Garibaldini e la Battaglia di Mentana (Gen. Carlo Zucchi e Gen. Hermann Kanzler) gli fruttarono l'Ordine di San Gregorio Magno.
- 1870 luglio-settembre, Lana riprogettò la difesa di Roma[11][12], ma nulla poté contro lo schieramento italiano, che sfondò il muro di cinta a Porta Pia il 20 settembre di quell'anno.
- 1871 Giorgio Lana, che naturalmente non accettò di entrare nell'Esercito italiano, si ritirò in pensione ad Albano a 47 anni, dopo 28 anni di servizio, ma ci restò poco perché, per motivi di salute, rientrò a Roma per curarsi più facilmente.
- 1878 17 luglio, Giorgio Lana morì di febbre tifoidea.

### Lettera di Giorgio Lana al fratello Agostino
La sera del 20 settembre 1870, giornata fatale per lo Stato Pontificio, che cessava di esistere dopo 1119 anni, il Colonnello Giorgio Lana si chiuse in casa e scrisse una lettera drammatica al fratello Agostino per raccontargli, sia pure sinteticamente, l'evento saliente della giornata. Per meglio illustrare il personaggio, in questo che era uno dei momenti più importanti della sua vita, qui di seguito è proposta la trascrizione di quella lettera.

 Lana»
(Archivio Generale dei Ministri degli Infermi - Camilliani di Roma Segn. 1117)

### Libri specifici sull'argomento trattato
cioè testi che contengono descrizioni esplicite di fatti inerenti alla vita e le opere del Colonnello Giorgio Lana.
- Agostino Lana, Il Commendatore Giorgio Lana. Cenni necrologici, Roma, Tip. di Roma, 1878.
- Daniel Ponziani, La Breccia di Porta Pia nella testimonianza inedita di Giorgio Lana, ufficiale pontificio, Roma, Articolo comparso in Rassegna storica del Risorgimento, anno XCII, Fasc. I, Gennaio - Marzo 2005 - Ed. Istituto per la storia del Risorgimento italiano, 2005.
- Attilio Vigevano, La fine dell'Esercito pontificio, Roma, Stab. poligr. per l'amministrazione della guerra, 1920. Copia anastatica stampata da Ermanno Albertelli Editore, 1994, ISBN 88-85909-95-7.
- Evaristo Masi, Almanacco statistico della città e provincia di Ancona, dello Stato e dell'estero per l'anno ... con l'aggiunta di notizie storiche, morali, commerciali e marittime, Bologna, Società tipografica bolognese, Piazza S. Martino 1470, 1851.
- I Crociati di San Pietro: Provvedimenti di difesa presi in Roma, Roma, Civiltà cattolica XXI, cap. LXXXIX, 1870.

### Libri di inquadramento generale
- Karl von Schoenhals, Memorie della guerra d'Italia degli anni 1848-1849 : di un veterano austriaco, Milano, Tip. Guglielmini. Prima edizione italiana. Senza indicazione di traduttore., 1852.
- Charles Victor Prevot Arlincourt, L'Italia rossa. Storia delle rivoluzioni di Roma, Napoli, Palermo, Messina, Firenze, Parma, Modena, Torino, Milano e Venezia. Dall'esaltazione del papa Pio IX. nel giugno 1846 sino al di lui ritorno nella sua capitale in aprile del 1850, Livorno, Tip. G. Antonelli e c., 1851.
- Alberto Mario Banti, Il Risorgimento italiano, Roma], GLF editori Laterza, 2008, ISBN 978-88-420-8574-4.
- Giovanni Sale, L'unita d'Italia e la Santa Sede, Milano, Jaca Book, 2010, ISBN 978-88-16-40974-3.
- AA. VV., Storia di Roma: dalla fondazione all'inizio del terzo millennio: i ventotto secoli di una città unica al mondo che ha dettato nel tempo un suo inconfondibile stile di vita, Roma, Roma, Newton & Compton, 2004. Pagg. 1434, 2008, ISBN 978-88-8289-924-0.